# Les Dieux s'en vont, D'Annunzio reste
Les Dieux s'en vont, D'Annunzio reste ("Gli Dei se ne vanno, D'Annunzio resta") è una raccolta di elzeviri di Filippo Tommaso Marinetti.

## Storia editoriale
I brani, in lingua francese, erano usciti su varie riviste parigine e milanesi tra 1903 e 1907. La raccolta viene pubblicata a Parigi dalla Bibliothèque Internationale d'Editions E. Sansot et C.ie nel 1908, con copertina e tavole illustrate (per lo più caricature di D'Annunzio) del pittore Valeri. Parte del testo era già stata raccolta nel 1903 in una plaquette intitolata D'Annunzio intime.
Un'edizione critica del testo, a cura di Pasquale A. Jannini, è stata pubblicata nell'unico volume degli Scritti francesi di Filippo Tommaso Marinetti, Arnoldo Mondadori Editore, Milano, 1983.
Il testo non è mai stato tradotto in lingua italiana.

## Gli Dei se ne vanno...
La prima parte dell'opera (Les Dieux s'en vont) è dedicata a due storici funerali d'inizio secolo, coi quali tutta l'Italia aveva reso omaggio a due "Dei" del recente passato risorgimentale: Giuseppe Verdi (morto nel 1901) e Giosuè Carducci (1907).
In queste due cronache il giovane Marinetti testimonia con una prosa fiorita di gusto liberty una sincera ammirazione per il compositore ("grande anima cantante e generosa dell'Italia") e il poeta. Ma l'attenzione dello scrittore è attirata soprattutto dalla folla dei cortei funebri, che attesta la grandezza e la dimensione 'nazionale' dei due artisti.

## ...D'Annunzio resta
All'Italia, orfana dei due "Dei", sembra restare un solo grande autore contemporaneo: Gabriele D'Annunzio, al quale è dedicata la seconda e più cospicua parte del libro.
Qui Marinetti raccoglie diversi pezzi d'occasione dedicati al grande poeta: alcuni aneddoti (la testimonianza di un vecchio duello, il processo a un guardiacaccia reo di avergli ucciso un cane), curiosità (il mistero coltivato intorno alla sua data di nascita), la testimonianza di un'intervista raccolta nel 1897 a Pescara, la cronaca di alcuni successi e fiaschi teatrali, ecc..
In queste pagine Marinetti non si limita a dare giudizi molto calibrati su diverse prove letterarie di D'Annunzio (Il piacere, Il fuoco, Il trionfo della morte, ecc.), ma riesce a sintetizzare con abilità l'immagine di un D'Annunzio non solo poeta, ma anche e soprattutto personaggio pubblico, che gestisce la sua immagine di Vate tra gaffes e colpi pubblicitari più o meno riusciti. In questo senso, Les Dieux s'en vont, D'Annunzio reste riassume la transizione tra il clima culturale della fine del Risorgimento (simboleggiato da Verdi e Carducci) e quello del decadentismo e della Belle Epoque.
Il personaggio dannunziano tratteggiato nel libro (un avventuriero, abile promoter di sé stesso) può essere considerato un predecessore del nuovo modello di poeta futurista incarnato dallo stesso Marinetti di lì a poco.

## Marinetti e D'Annunzio
Come tutti gli scrittori italiani della sua generazione (vedi Guido Gozzano, Giuseppe Antonio Borgese, ma anche Eugenio Montale) Marinetti provava per D'Annunzio un complesso sentimento di ammirazione e insofferenza. Dopo aver subito il fascino della sua maniera poetica, durante la primissima fase della sua carriera, Marinetti sentiva sempre di più la necessità di disfarsi di un modello tanto ingombrante. L'arma scelta in Les Dieux s'en vont... è quella dell'ironia: Marinetti tenta un rovesciamento eroico della figura del dandy decadente incarnata da D'Annunzio. È un procedimento simile a quello realizzato in poesia, in quegli stessi anni, da Gozzano e Aldo Palazzeschi.
Il libro è però scritto in francese, e pensato per un pubblico d'Oltralpe avido di aneddoti su quello che sin dal 1900 era considerato il più importante poeta italiano. Marinetti, pur tentando di ridimensionarne la figura (anche accostandola ai due "Dei"), ne celebra con questo libro l'effettivo successo.

## Versione digitale dell'opera
- L'opera digitalizzata su Internet Archive dall'Archivio del '900 del Mart di Rovereto